# Niels Holm (Bischof)
Niels Holm (* 18. November 1936 in Herning) ist ein  evangelisch-lutherischer Theologe und war von 1991 bis 2003 Bischof des Bistums Ribe der Dänischen Volkskirche.

## Leben
Er ist ein Sohn des Poul Holst Holm. Im Rahmen seiner langjährigen Tätigkeit für die Kirche in Dänemark war er an verschiedenen Orten tätig und wurde zunächst Pastor auf Fünen. Mit seiner Frau, die als Krankenschwester arbeitete, ging er danach als Pastor nach Kerteminde. In den 1970er Jahren kam das Paar nach Kopenhagen, wo Holm eine Pastorenstelle in der Grundtvigskirche übernahm und zusätzlich am Sct. Jørgens Gymnasium in Frederiksberg unterrichtete. 1978 kam er in die Gemeinde Thorstrup-Horne in Südwestjütland, wo er erstmals eine Pfarrstelle erhielt. Er wurde Propst der Propstei Varde Provsti, ehe er 1992 zum Bischof des Stifts Ribe ernannt wurde. Im Jahr 2001 wurden gegen ihn Vorwürfe erhoben, er würde bestimmte Pfarrgemeinden bei seinen Entscheidungen bevorzugen. 2002 gelang es ihm, sein Ansehen wiederherzustellen. Im Folgejahr ging er in den Ruhestand.

## Ehrung
2002 wurde er Kommandør des Dannebrogordens.